# Ferrimagnétisme
Ne doit pas être confondu avec Ferromagnétisme.

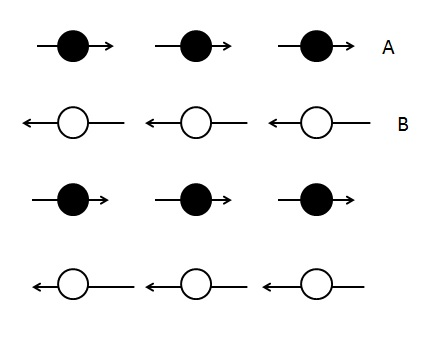
Orientation des moments magnétiques dans deux sous réseaux A et B

Le ferrimagnétisme est une propriété magnétique de certains corps solides. Dans un matériau ferrimagnétique, les moments magnétiques sont anti-parallèles mais d'amplitude différente. Il en résulte une aimantation spontanée du matériau. Il se distingue donc à la fois de l'antiferromagnétisme, pour lequel le moment magnétique résultant est nul, et du ferromagnétisme, pour lequel l'aimantation spontanée résulte au niveau microscopique d'un arrangement parallèle des moments magnétiques. 
Certains matériaux ferrimagnétiques sont appelés ferrites mais il est important de noter que le mot dans ce contexte s’emploie au masculin. Il ne faut donc pas le confondre avec la ferrite qui est un terme de métallurgie désignant la phase α du fer.

## Influence de la température

### Principe

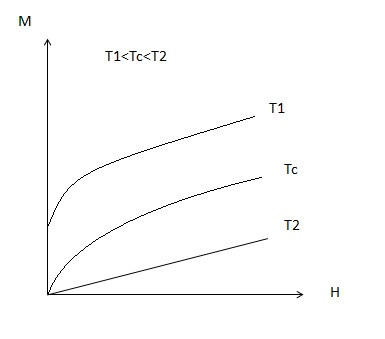
Evolution de l'aimantation en fonction du champ magnétique appliqué

Dans un matériau ferrimagnétique, on peut diviser la structure cristalline en plusieurs sous-réseaux de moments magnétiques différents, mais dont la somme vectorielle de ces moments est non nulle. Dans le cas simple d'un ferrimagnétique divisible en deux sous-réseaux A et B, les moments MA et MB associés respectivement aux sous-réseaux A et B cités précédemment sont opposés en direction mais de valeurs différentes.
La dépendance en température des matériaux ferrimagnétiques est similaire à celle des matériaux ferromagnétiques. En effet, la polarisation spontanée d’un matériau ferrimagnétique varie avec la température. Lorsque la température augmente, l’agitation thermique a tendance à désorienter progressivement les moments magnétiques MA et MB. L’aimantation spontanée du matériau se trouve donc diminuée avec l’augmentation de la température.
La température pour laquelle l’aimantation du matériau est nulle est appelée température de Curie. Les moments magnétiques des deux sous-réseaux sont alors orientés de façon aléatoire et le moment magnétique total est nul. Au-delà de cette température, le matériau ferrimagnétique adopte un comportement paramagnétique.
Les variations thermiques peuvent cependant affecter les deux sous-réseaux de façon plus complexe et il peut exister une température inférieure à la température de Curie TC pour laquelle l’aimantation spontanée du matériau est nulle. Cette température est appelée température de compensation Tcomp et l’aimantation nulle résulte d’une compensation exacte de l'aimantation des deux sous-réseaux.
La figure suivante présente plusieurs cas possibles (M,L,N,Q,P) de variations de l’aimantation en fonction de la température. Le cas N pour lequel une température de compensation existe est détaillé, les aimantations des deux sous-réseaux sont représentées, elles s’annulent pour T = Tcomp.

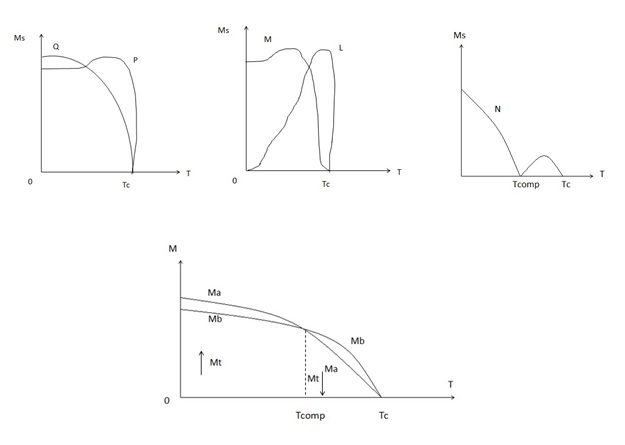
Différents cas d'évolution de l'aimantation spontanée en fonction de la température.

### Étude de la dépendance en température
Il est possible d’étudier la dépendance en température des matériaux ferromagnétiques en suivant la théorie phénoménologique élaborée par Louis Néel. En se plaçant dans le modèle de champ moléculaire, deux sous-réseaux d’aimantations différentes {\displaystyle M_{\mathrm {A} }} et {\displaystyle M_{\mathrm {B} }} sont considérés.
Soient {\displaystyle W_{\mathrm {AB} }}, {\displaystyle W_{\mathrm {BA} }}, {\displaystyle W_{\mathrm {AA} }} et {\displaystyle W_{\mathrm {BB} }} les différents coefficients du champ moléculaire dû aux interactions entre les deux réseaux et aux interactions présentes au sein d’un même réseau.
{\displaystyle W_{\mathrm {AB} }=W_{\mathrm {BA} }=-W\ (W>0)}
{\displaystyle W_{\mathrm {AA} }=a_{\mathrm {A} }W\ } et {\displaystyle \ W_{\mathrm {BB} }=a_{\mathrm {B} }W} ({\displaystyle W_{\mathrm {AA} }\ } et {\displaystyle \ W_{\mathrm {BB} }>0})
Le champ total agissant sur chacun des deux sous-réseaux est :
{\displaystyle H_{i}=H-W(M_{j}-a_{j}M_{j})\quad {\text{avec}}\quad i,j=\mathrm {A} \ {\text{ou}}\ \mathrm {B} }
Dans le domaine paramagnétique, {\displaystyle M_{i}={\frac {C_{i}}{T}}H_{i}}
Avec Ci la constante de Curie de chaque sous-réseau telle que {\displaystyle C_{i}={\frac {N_{i}\mu _{0}m_{i\mathrm {eff} }^{2}}{3k_{b}}}}
L’expression de l’aimantation totale est :
{\displaystyle M=M_{\mathrm {A} }+M_{\mathrm {B} }=XH}
La susceptibilité est telle que :
{\displaystyle {\frac {1}{X}}={\frac {T-\theta _{p}}{C}}-{\frac {\gamma }{T-\theta }}}
L’inverse de la susceptibilité suit donc une loi hyperbolique. De la même façon que pour les matériaux antiferromagnétiques, la température asymptotique de la courbe 1/X est négative. À très haute température, l’inverse de la susceptibilité varie de façon linéaire avec la température, et elle s’écarte de ce comportement lorsque l’on se rapproche de la température de Curie TC. Cette température est définie par l’annulation de 1/X, la susceptibilité devient infinie et nous sommes en présence d’une asymptote verticale.

## Influence du champ magnétique

### En l'absence de champ magnétique
Comme pour l'antiferromagnétisme, les moments magnétiques des ions du cristal s'alignent antiparallèlement à l'intérieur d'un petit domaine, le domaine de Weiss. Cependant les moments magnétiques opposés sont inégaux et ne se compensent pas totalement. On trouve alors un moment magnétique dans chaque domaine. À l'échelle du cristal, on n'observe aucun moment magnétique résultant, étant donné que les domaines de Weiss sont dirigés dans toutes les directions.

### En présence de champ magnétique
En présence d'un champ magnétique extérieur, les moments magnétiques ont tendance à s'aligner dans la direction du champ magnétique. La courbe de la valeur de l'aimantation M en fonction du champ magnétique H adopte des allures différentes selon la température du matériau.
- Lorsque la température est inférieure à la température de Curie, un comportement similaire aux matériaux ferromagnétiques est observé et une saturation de l’aimantation du matériau apparaît pour une valeur de champ particulière.
- Au-dessus de la température de Curie, le matériau adopte un comportement similaire aux matériaux paramagnétiques.

## Matériaux
Le ferrimagnétisme est seulement observable dans des composés qui ont des structures cristallines complexes. Il existe de nombreux ferrimagnétiques ayant une structure spinelle, c’est-à-dire de la forme AB2O4 où A est un cation en site tétraédrique et B, deux cations en sites octaédriques. On peut citer comme exemples le NiFe2O4, CoFe2O4 ou encore CuFe2O4.
Il existe plusieurs familles de composés ferrimagnétiques ne possédant pas une structure spinelle. La liaison de superéchange est toujours à la base du mécanisme de polarisation, mais les structures cristallines sont plus complexes, de même que les formules chimiques. Il existe parfois trois sous-réseaux formés de sites magnétiques particuliers, comme dans les ferrites à structure de grenat répondant à la formule 3M2O32Fe2O33Fe2O3. M est un métal choisi dans la série des terres rares ou l'yttrium. Dans ce cas, le ferrite est connu sous le nom de YIG (Yttrium Iron Garnet).
Parmi les matériaux ferrimagnétiques à structure hexagonale, seules les ferrites de baryum et de strontium correspondant à la formule BaFe12O19 et SrFe12O19 présentent un intérêt technique. Leur forme est très allongée, ce qui explique la forte anisotropie magnétique de ce type de ferrites. On les utilise principalement pour la fabrication d'aimant permanent.

## Applications
L’un des premiers matériaux ferrimagnétiques utilisés fut la pierre à aimant des anciens qui était un matériau ferrimagnétique naturel, mais il a fallu attendre les travaux de Snoek en 1945 pour obtenir de tels matériaux à une échelle industrielle et pouvoir les utiliser dans des applications plus modernes. Aujourd’hui, ils ont une grande importance dans les applications technologiques car ils possèdent des moments magnétiques spontanés. On les retrouve notamment :
- dans les noyaux de transformateurs. On utilise les ferrites douces (champ coercitif et hystérésis peu important). Pour obtenir des aimants permanents, on choisit au contraire des ferrites dures présentant un champ coercitif important et une grande anisotropie ;
- dans les composants pour hyperfréquences faisant appel à la polarisation magnétique et utilisant des éléments ferrimagnétiques artificiels ;
- dans le cadre du géomagnétisme, par exemple avec la datation des coulées de laves et l’enregistrement des variations de l'orientation du champ magnétique terrestre ;
- dans les mémoires informatiques. Au lieu d’utiliser un champ magnétique pour enregistrer de l’information dans un matériau magnétique, les matériaux ferrimagnétiques permettent de n’utiliser que des impulsions de chaleur. En effet, l’inversion d’aimantation dans un ferrimagnétique peut se faire par un chauffage ultra rapide (sans application de champ magnétique) du matériau en absorbant une impulsion laser d’une durée inférieure à la picoseconde. Cette méthode pourrait permettre de multiplier par dix la capacité d’inscription, consommerait moins d’énergie et permettrait l’enregistrement sur support magnétique à la vitesse de plusieurs Térabytes (1012 bytes) par seconde, c’est-à-dire des centaines de fois plus rapidement que les disques durs.